# ESV Admira Villach
Der Eisenbahnersportverein ASKÖ Admira Villach, kurz ESV Admira Villach, ist ein Fußballverein aus der Kärntner Stadt Villach. Der Verein gehört dem Kärntner Fußballverband (KFV) an und spielt seit der Saison 2022/23 in der Unterliga West, der fünfthöchsten Spielklasse.

## Geschichte
Der ESV Admira Villach wurde 1942 als Reichssportgemeinschaft Villach gegründet. Die Admira Villach stieg 1950 als Kärntner Meister erstmals in die zweitklassige Tauernliga auf. In zwei Spielzeiten schafften die Kärntner den Klassenerhalt, 1953 ging es dann jedoch für den Verein wieder in die Landesliga zurück. 1957 wurde die Admira ein zweites Mal Kärntner Meister. Dadurch stiegen die Villacher wieder in die Tauernliga auf. Nach der Saison 1958/59 wurde die Liga allerdings aufgelöst, wodurch man wieder in die Kärntner Landesliga absteigen musste. In der Saison 1962/63 nahm der Klub erstmals am ÖFB-Cup teil. In der ersten Runde besiegte man den SC Herzogenburg aus Niederösterreich, im Achtelfinale scheiterte Villach aber am FS Elektra Wien. Nach neun Jahren in der höchsten Kärntner Spielklasse folgte schließlich am Ende der Saison 1967/68 als Tabellenletzter der Abstieg in die Unterliga. In den folgenden Jahren blieben die Admiraner immer in den unteren Kärntner Spielklasse vertreten.
In der Saison 2006/07 stieg Admira Villach als Tabellenletzter aus der Unterliga in die 1. Klasse ab. Nach zwei Spielzeiten in der sechsthöchsten Spielklasse folgte 2009 als Meister der 1. Klasse B der Wiederaufstieg in die Unterliga. Nach zwei Jahren in der 1. Klasse stiegen die Villacher allerdings 2011 als Vorletzter wieder in die 1. Klasse ab. In der Saison 2012/13 wurde die Admira Vizemeister in der 1. Klasse B, wodurch man sich für die Relegation um den Aufstieg qualifizierte. In dieser traf man auf ASKÖ Irschen. Zuhause spielte man gegen Irschen Remis, auswärts verlor man mit 5:2 und verpasste somit den Aufstieg in die Unterliga. So dauerte er bis zur Saison 2014/15, in der man als Meister wieder in die Unterliga aufsteigen konnte. In der Saison 2015/16 wurden die Villacher allerdings Vorletzter, lediglich der Stadtrivale Villacher SV, dessen Spiele annulliert worden waren, war schlechter klassiert. Dadurch folgte nach einer Saison in der Unterliga erneut der Gang in die 1. Klasse.
Nach drei Spielzeiten in der sechsten Liga wurde Admira Villach in der Saison 2018/19 Meister und schaffte somit wieder den Sprung in die Fünftklassigkeit. In der Saison 2019/20 lagen die Villacher zur Winterpause auf dem ersten Tabellenrang und durften sich somit Chancen auf einen Aufstieg in die Landesliga ausrechnen, ehe die Spielzeit aufgrund der COVID-19-Pandemie abgebrochen wurde. In der Saison 2020/21, die aufgrund der Pandemie auf 13 Runden verkürzt worden war, wurde die Admira schließlich Meister und stieg somit nach über 50 Jahren wieder in die höchste Kärntner Liga auf. Die Saison 2021/22 beendete Villach allerdings als 17. und damit Vorletzter in der Kärntner Liga, was den direkten Wiederabstieg in die Unterliga zur Folge hatte. In der Saison 2022/23 erreichte die Admira aus Villach den 7. Platz.